# Bandeira do Espírito Santo
A bandeira do estado do Espírito Santo é um dos símbolos oficiais do estado brasileiro do Espírito Santo.

## História
Foi criada em 1908 pelo Dr. Jerônimo Monteiro, então presidente do estado, que também estabeleceu o azul e o rosa como cores oficiais do estado (7 de setembro de 1909). A bandeira, no entanto, foi adotada oficialmente apenas em 24 de abril de 1947, através do decreto-lei nº 16.618.
Ela é composta por três faixas horizontais de mesmo tamanho nas cores azul, branco e rosa. As cores representam as cores das vestes de Nossa Senhora da Vitória, padroeira da capital Vitória. Somente após a bandeira ser oficializada, Nossa Senhora da Penha, padroeira do estado, recebeu as vestes azul e rosa, antes suas vestes possuíam uma cor creme com detalhes dourados e ainda há na Igreja São Gonçalo em Vitória, uma imagem da padroeira ainda com vestes antigas. Ao centro da segunda faixa um arco em letras azuis traz o lema "TRABALHA E CONFIA". Esse lema foi inspirado na doutrina de Santo Inácio de Loyola, fundador da ordem religiosa Companhia de Jesus: Trabalha como se tudo dependesse de ti e confia como se tudo dependesse de Deus. A faixa governamental é caracterizada pelas cores da bandeira e do brasão do Espírito Santo.
Antes de possuir essa bandeira, o Espírito Santo não tinha uma bandeira oficial. O estado adotou as cores iluministas azul e vermelho, além de também adotar A Marselhesa como hino, mas também não era oficial. Apenas no governo de Jerônimo Monteiro a atual bandeira começou a ser usada, mas demorou alguns anos para ser oficializada. Foi nessa época que o hino, o brasão de armas e o selo oficial estadual foram criados.
No ano de 1989 um projeto proposto por Paulo Fundão tentou trocar a cor rosa da bandeira pela cor vermelha. Fundão argumentou que ao estudar heráldica concluiu que cores secundárias não poderiam ser utilizadas na bandeira, propondo então que o rosa - mistura do branco com o vermelho - deveria ser substituído. A decisão acabou indo para as mãos do então governador do estado, Max Mauro. Enfrentando resistência tanto na classe política quanto pela sociedade, a decisão do governador era clara e a proposta foi rejeitada.

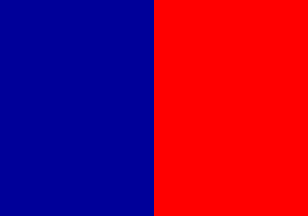
Bandeira da província do Espírito Santo.(semelhante a bandeira de Paris)
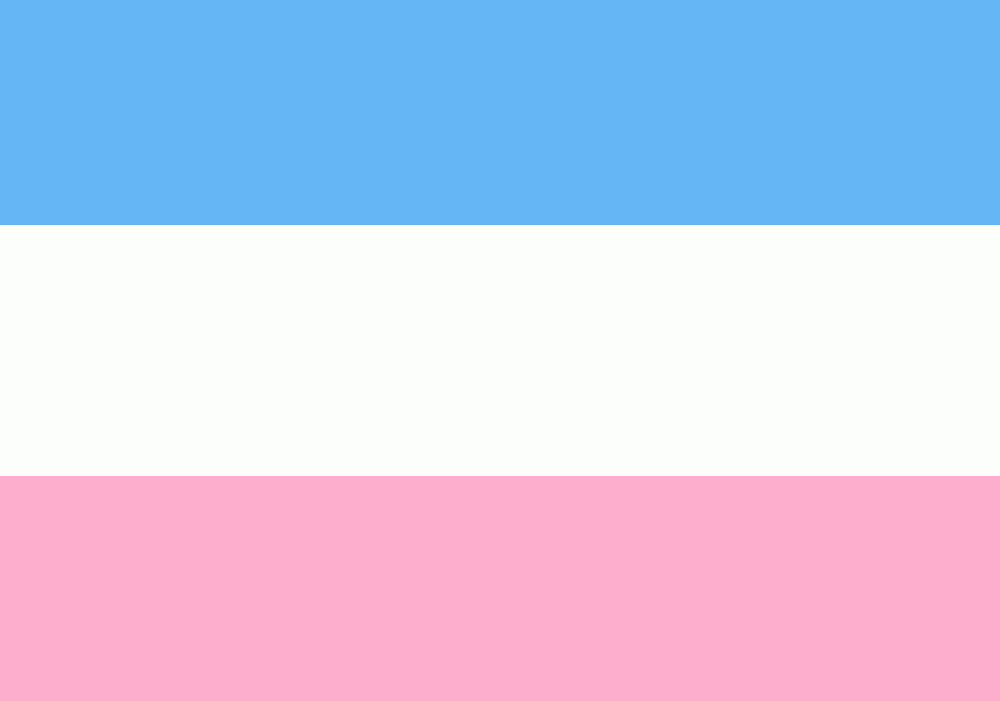
Bandeira do estado do Espírito Santo (1909-1937).
Projeto de Paulo Fundão para trocar a cor rosa pela cor vermelha, rejeitado em 1989.